# ムーンライト (映画)
『ムーンライト』（英: Moonlight）は、2016年に公開されたアメリカ合衆国のドラマ映画。タレル・アルヴィン・マクレイニーによる "In Moonlight Black Boys Look Blue" を原案としており、監督はバリー・ジェンキンスが務め、脚本はマクレイニーとジェンキンスの共作で執筆された。出演者は、トレヴァンテ・ローズ、アンドレ・ホランド、ジャネール・モネイ、アシュトン・サンダース、ナオミ・ハリス、マハーシャラ・アリほか。
作品は2015年からフロリダ州マイアミで撮影され、2016年9月2日のテルライド映画祭でワールド・プレミアを迎えた。A24配給の元、同年10月21日にアメリカ合衆国で公開され、世界で2,300万ドルの興行収入を得ている。日本公開は2017年3月31日（配給はファントム・フィルム）。
第74回ゴールデングローブ賞では映画部門 作品賞 (ドラマ部門)を獲得したほか、5部門にノミネートされた。同年の第89回アカデミー賞では8部門でノミネートを受け、作品賞、助演男優賞（マハーシャラ・アリ）、脚色賞を受賞している。

## あらすじ

### 1. リトル
シャロン（演：アレックス・ヒバート）は、「リトル」という渾名を付けられた、恥ずかしがり屋で引っ込み思案の男の子である。彼はいじめっ子たちから隠れているところを、キューバ人のクラック・コカイン売人であるフアン（演：マハーシャラ・アリ）に見つけられ、フアンはシャロンを、自分とガールフレンドのテレサ（演：ジャネール・モネイ）が暮らす家へ連れて行く。夕食と一夜の宿を許された後、シャロンは心を開くようになる。翌朝フアンは、感情的で虐待する母ポーラ（演：ナオミ・ハリス）の元へシャロンを送り返す。
シャロンには、クラスメートのケヴィン（演：ジェイデン・パイナー）しか友人がいない。シャロンはフアンと多くの時間を共に過ごすようになり、彼から泳ぎと、人生は自分で切り開かなくてはならないのだということを教えられる。ある夜フアンは、自分の顧客のひとりが、ポーラと車中でクラック・コカインを吸っていることに気付く。翌朝シャロンは、テレサとフアンに、母に対する憎悪があることを認める。母に薬物を売っていたフアンと揉めたシャロンはその場を立ち去り、フアンは恥ずかしさからうなだれる。シャロンはクラックブームのせいでいじめられていた。

### 2. シャロン
ティーンエイジャーとなったシャロン（演：アシュトン・サンダース）は、ケヴィン（演：ジャレル・ジェローム）と仲良くしているものの、テレル（演：パトリック・デシル）のグループにいじめられる毎日を送っている。母ポーラはその後薬物依存に陥り、ヤク代に困って売春婦として働いている。フアンは亡くなったものの、テレサはシャロンに食事の世話などの交流を続けている。ポーラはテレサがシャロンへ渡した金すら自分に寄越すよう迫る始末だった。
ある夜シャロンは、ケヴィンが裏庭で女性と性行為をしている夢を見る。別の夜、ケヴィンはシャロンを訪ねて、彼の家近くにあるビーチを訪れる。ブラント (en) でマリファナを吸いつつ、ふたりは人生の野望を語り合う。麻薬で酔った後、ふたりはキスを交わし、ケヴィンはシャロンに手淫を行う。
翌朝、テレルはケヴィンにいじめの儀式に参加してシャロンを殴るよう命令し、ケヴィンはいやいやこれに従う。シャロンは崩れ落ちるのを拒み、ケヴィンは彼を何回も殴りつけることになる。シャロンが立ち上がれなくなったところで、テレルや取り巻きが彼を囲み踏みつけ、蹴り始めるが、警備員が現れて彼らは逃げ出す。ソーシャル・ワーカーと面談したシャロンは、暴行された相手の素性を話すよう求められるが、シャロンは名前を告げても何の解決にもならないと考える。翌日登校したシャロンは、教室で無防備なテレルの背中を椅子で殴りつける。シャロンは逮捕されるが、パトカーに乗せられる時、彼はそばに立っているケヴィンを睨み付ける。

### 3. ブラック
大人になったシャロン（演：トレヴァンテ・ローズ）は、アトランタで薬物の売人として暮らしており、「ブラック」との通り名で知られている。少年院を出て薬物の売人を始めてから引っ越したシャロンは、かつてのフアンと同様の人生を送っている。シャロンの元には、ポーラから頻繁に家に帰るよう求める電話がかかってくる。ある夜、彼はケヴィン（演：アンドレ・ホランド）から電話を受け、自分が食堂で働いているマイアミを訪ねてほしいこと、そしてティーンエイジャーの時の行動を謝罪したいことを伝えられる。翌朝目覚めたシャロンは、自分が夢精していたことに気付く。その後、彼は薬物治療施設に住む母ポーラの元を訪ねる。母は売人を辞めるようシャロンを諭すも、シャロンは母に対し今まで溜まっていた思いを吐露し、母もまた今までの行いを後悔する。
シャロンは、マイアミでケヴィンと再会したが、飲み交わしながら話す気にはなれない。一方のケヴィンも、シャロンの現在の風貌や、彼に会いたいという動機に驚かされる。レストランのジュークボックスでバーバラ・ルイスの「ハロー・ストレンジャー」を聴いたふたりはケヴィンの家へ向かう。ケヴィンは、自分の思うような道でなくても、自分の人生は幸せなものだと打ち明ける。そんなケヴィンに、男性はおろか、親密な関係になった人物はケヴィン以来、誰もいなかったことをシャロンは明かす。直後ふたりは和解し、ケヴィンはシャロンを優しく抱きしめる。フラッシュバックで、少年時代のシャロンは、月明かりの海辺で遊んでいる。

## キャスト

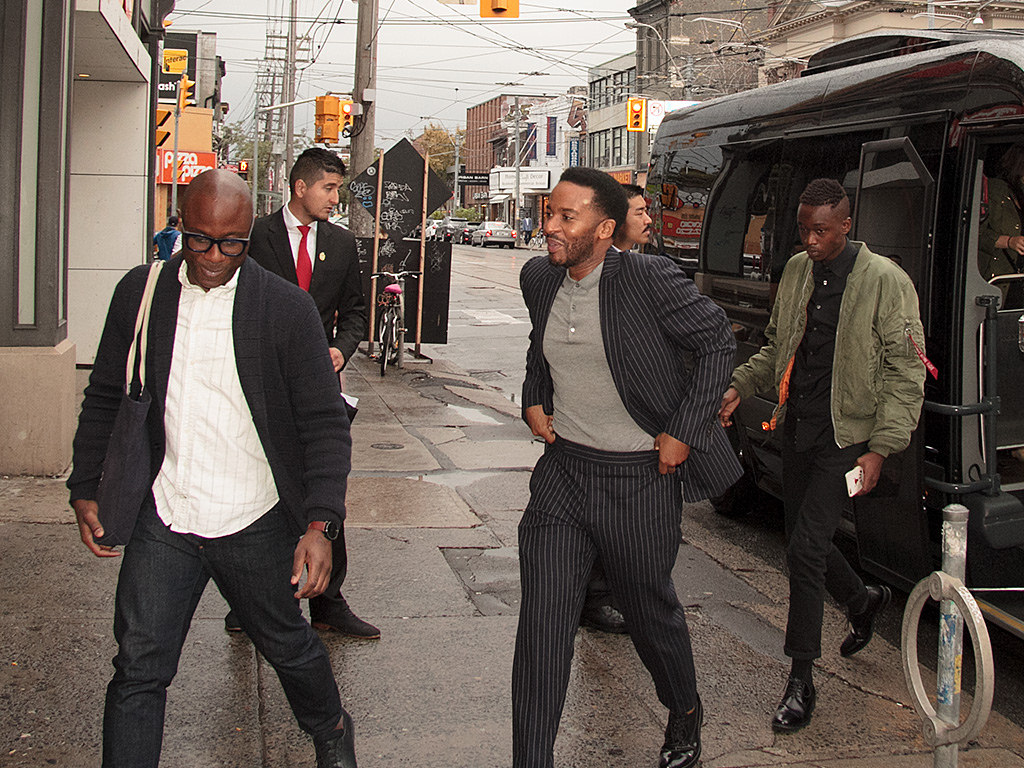
2016年のトロント国際映画祭にて。左からバリー・ジェンキンス、アンドレ・ホランド、アシュトン・サンダース。

※括弧内は日本語吹替
シャロン (Chiron) - 映画の主人公
大人のシャロン / 「ブラック」 - トレヴァンテ・ローズ（小松史法）
ティーンエイジャーのシャロン - アシュトン・サンダース（小松史法）
子どものシャロン / 「リトル」 - アレックス・ヒバート（松浦裕美子）
ケヴィン (Kevin) - シャロンの1番の親友
大人のケヴィン - アンドレ・ホランド（金谷ヒデユキ）
ティーンエイジャーのケヴィン - ジャレル・ジェローム （金谷ヒデユキ）
子どものケヴィン - ジェイデン・パイナー
その他の人々
- ポーラ - ナオミ・ハリス（冠野智美）
- テレサ - ジャネール・モネイ（棟方真梨子）
- フアン - マハーシャラ・アリ（楠大典）
- テレル - パトリック・デシル（赤坂柾之）

## 製作

### 発展
2003年、タレル・アルヴィン・マクレイニーは、自身の母がAIDSで亡くなった経験から、半自伝的な戯曲 "In Moonlight Black Boys Look Blue" を執筆した。舞台化も考えられたが実現せず、本作の脚本として使われるまで、作品は10年近く放って置かれた。
2008年にデビュー作 "Medicine for Melancholy" (en) を発表して以来、バリー・ジェンキンスは様々な映画用シナリオを執筆していたが、どれも製作には至らなかった。2013年1月、プロデューサーのアデル・ロマンスキーがジェンキンスへ2作目の製作を求め、ふたりは1か月ビデオ通話を通して話し合った結果、低予算の「映画的で個人的な」（英: "cinematic and personal"）作品を作ることに決めた。ジェンキンスはマイアミの The Borscht arts collective (en) から、マクレイニーの戯曲 "In Moonlight Black Boys Look Blue" を紹介された。マクレイニーと相談した後、ジェンキンスはブリュッセルに1ヶ月逗留して映画脚本の初稿を書き上げ、元の作品から3章を抜き出しつつ、マクレイニーに敬意を表してホモセクシュアルな側面を残す脚本にした。
脚本は、ジェンキンスとマクレイニーが受けた同じようなしつけを反映するものになった。フアンの造形はマクレイニーの弟の父を基にしており、フアンがシャロンに対してそうであるように、モデルとなった人物は子どものマクレイニーにとって「擁護者」（英: a childhood "defender"）でもあった。同様に、シャロンの母ポーラの描写は、薬物依存に苦しんだジェンキンスとマクレイニー双方の母を基にしている。ジェンキンスとマクレイニーは、どちらも映画の主撮影地であるマイアミ・リバティ・スクエア出身である。
映画の製作費用を求めていたジェンキンスは、2013年のテルライド映画祭で出会ったプランBエンターテインメント幹部に脚本を渡し、資金を獲得した。その後プランBエンターテインメントのデデ・ガードナー、ジェレミー・クライナーがプロデューサーに就任し、A24が、会社の初製作映画として資金面の管理と世界配給を担当することになった。

### キャスティング
映画は3章仕立てで、シャロンとケヴィンは章ごとに異なる俳優が演じる。ティーンエイジャーのシャロンは、アシュトン・サンダースが演じている。子どものシャロンとケヴィンは、マイアミで広く募集された後、アレックス・ヒバートとジェイデン・パイナーが選ばれた。トレヴァンテ・ローズはオーディションでケヴィン役に決定していたが、結局大人のシャロンを演じることになった。
アンドレ・ホランドはマクレイニーの戯曲を演じた経験があり、映画製作の10年前に、既に原作戯曲を読んだ経験があった。ホランドは映画の脚本を読んだ後大人のケヴィン役に惚れ込み、「[脚本は]今まで読んだ中で最も素晴らしい」（英: "[The script] was the best thing I've ever read."）と述べている。
ナオミ・ハリスは、当初ポーラ役を演じることに気乗りしておらず、ステレオタイプな黒人女性の描写を演じたくはなかったと述べている。ハリスがこの悩みを打ち明けたところ、ジェンキンスは自身・マクレイニー双方の母親を象徴的に描いたものとして、キャラクターが必要だと力説した。ハリスは後に、薬物依存者役は受けないと決めていたが、映画の脚本と監督の寛容さが彼女に訴えかけたと語っている。役準備のため、ハリスはクラック・コカイン中毒者のインタビューを試聴し、実際に薬物依存の女性とも面会した。また、自分がいじめにあった経験を、トラウマから抜け出そうとする中毒者と結びつけたという。
アデル・ロマンスキーはフアン役に、以前プロデュースした映画 "Kick" (en) に出演していたマハーシャラ・アリを推薦した。ジェンキンスは『ハウス・オブ・カード 野望の階段』でアリが演じていたレミー・デントン役のイメージから起用に躊躇していたが、アリの演技の幅やキャラクター理解の様子を見て起用に納得した。アリはこの役をアフリカ系アメリカ人男性の助言者を演じる重要な機会と考えており、自身の経験を「フアンと共に成長した」（英: “[growing] up with a Juan”）と語っている。ジャネール・モネイは脚本を送られてすぐに自分の役がテレサだと直感したといい、彼女にもドラッグや性的アイデンティティに苦しむ家族がいたことを明かしている。

### 撮影とポスト・プロダクション

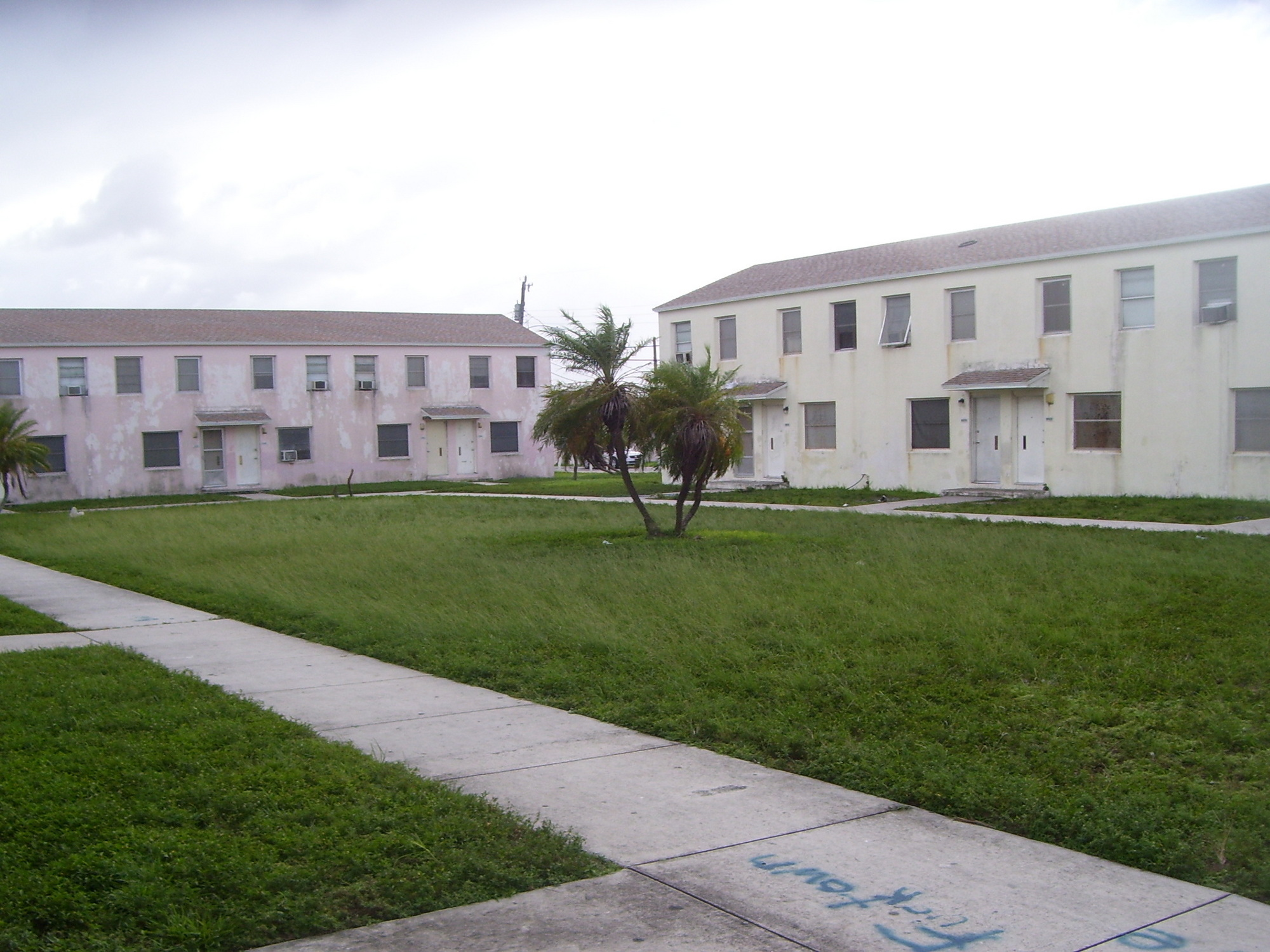
作品の一部はマイアミ・リバティ・スクエアで撮影された

撮影は2015年10月14日に、フロリダ州マイアミで開始された。ロマンスキーと共にマイアミでロケ地を探した後、ジェンキンスは以前住んでいた場所で撮影を行うことに決めた。主撮影地には、ジェンキンスやマクレイニーが育った住宅地であるリバティ・スクエアが選ばれた。撮影中キャスト・クルーには警察による警備が付けられたが、ジェンキンスの親戚が地区に住んでいたため、撮影が邪魔されることはなかった。ナオミ・ハリスは後にこう振り返っている。
撮影中俳優たちが互いの真似を行わないように、ジェンキンスはシャロン役の3人を撮影終了まで会わせないようにしていた。このため、ローズ・サンダース・ヒバートの3人は、2週間ごと分けられた別々のスケジュールで撮影に臨んだ。マハーシャラ・アリは、別作品の撮影と掛け持ちだったため、週末毎にマイアミにやってきて撮影を行った。ナオミ・ハリスは全シーンをリハーサル無しに3日間で撮影し、アンドレ・ホランドも5日間で全シーンを撮了した。全編は25日間で撮影された。
ジェンキンスは、前作 "Medicine for Melancholy" でもタッグを組んだ、長年の友人で撮影技師のジェイムズ・ラクストンと映画を撮影した。ふたりはドキュメンタリー風の映像を避けるため、アリ・アレクサのデジタルカメラの上にワイドスクリーンのシネマスコープを取り付け、肌の色をより表現できるようにした。カラリストのアレックス・ビッケルも加わり、コントラストや彩度を増やしたカラー・グレードを作ることで、細部や色彩を保ったままで肌の色をより表現できるようになった。これにより、3章はそれぞれ異なるフィルム・ストック (Film stock) を模してデザインされることになった。第1章は、俳優の肌色を強めるため、富士フイルムのフィルム・ストックを模して作られた。第2章は画像にシアンの色合いを足したアグフア風のもの、第3章はコダック風のものが使われている。
作品は、以前ジェンキンスの同級生だったナット・サンダースとジョイ・マクミロンによって、ロサンゼルスで編集された。サンダースは第1章・第2章の編集を担当し、マクミロンは第3章の責任者を務めた。

### 音楽
映画音楽はニコラス・ブリテルが担当した。彼はヒップ・ホップからリミックスするチョップド・アンド・スクリュードの技法をオーケストラ音楽に当てはめ、「流動的で、重い低音のスコア」（英: a "fluid, bass-heavy score"）を完成させた。サウンドトラックは2016年10月21日に発売され、ブリテルが作ったオリジナル18曲と、グディー・モブ、ボリス・ガーディナー、バーバラ・ルイスの「ハロー・ストレンジャー」が収録された。チョップスターズ (The Chopstars) のOG Ron C (en) ・DJ Candlestick (DJ Candlestick) 「チョップド・アンド・スクリュード」版も発売されている。
| #   | タイトル                                                                                    | 作詞 | 作曲・編曲 | アーティスト         | 時間 |
| --- | ------------------------------------------------------------------------------------------- | ---- | ---------- | -------------------- | ---- |
| 1.  | 「Every Nigger is a Star」                                                                  |      |            | ボリス・ガーディナー | 3:19 |
| 2.  | 「Little's Theme」                                                                          |      |            | ニコラス・ブリテル   | 0:59 |
| 3.  | 「Ride Home」                                                                               |      |            | ニコラス・ブリテル   | 0:47 |
| 4.  | 「Vesperae Solennes de Confessore – Laudate Dominum, K. 339 (Excerpt) (en) 」(モーツァルト) |      |            | ニコラス・ブリテル   | 1:42 |
| 5.  | 「The Middle of the World」                                                                 |      |            | ニコラス・ブリテル   | 2:02 |
| 6.  | 「The Spot」                                                                                |      |            | ニコラス・ブリテル   | 1:23 |
| 7.  | 「Interlude」                                                                               |      |            | ニコラス・ブリテル   | 0:25 |
| 8.  | 「Chiron's Theme」                                                                          |      |            | ニコラス・ブリテル   | 0:56 |
| 9.  | 「Metrorail Closing」                                                                       |      |            | ニコラス・ブリテル   | 1:42 |
| 10. | 「Chiron’s Theme Chopped & Screwed (Knock Down Stay Down)」                                 |      |            | ニコラス・ブリテル   | 2:08 |
| 11. | 「You Don't Even Know」                                                                     |      |            | ニコラス・ブリテル   | 2:20 |
| 12. | 「Don't Look at Me」                                                                        |      |            | ニコラス・ブリテル   | 0:36 |
| 13. | 「Cell Therapy (en) 」                                                                      |      |            | グディー・モブ       | 4:37 |
| 14. | 「Atlanta Ain't but so Big」                                                                |      |            | ニコラス・ブリテル   | 0:55 |
| 15. | 「Sweet Dreams」                                                                            |      |            | ニコラス・ブリテル   | 0:58 |
| 16. | 「Chef's Special」                                                                          |      |            | ニコラス・ブリテル   | 1:10 |
| 17. | 「Hello Stranger」                                                                          |      |            | バーバラ・ルイス     | 2:43 |
| 18. | 「Black's Theme」                                                                           |      |            | ニコラス・ブリテル   | 0:56 |
| 19. | 「Who Is You?」                                                                             |      |            | ニコラス・ブリテル   | 0:53 |
| 20. | 「End Credits Suite」                                                                       |      |            | ニコラス・ブリテル   | 5:13 |
| 21. | 「Bonus Track: The Culmination」                                                            |      |            | ニコラス・ブリテル   | 1:55 |

## 封切り
映画は、2016年9月2日にテルライド映画祭でワールド・プレミアを迎えた。作品は8日後の9月10日にトロント国際映画祭で上映されたほか、10月2日にはニューヨーク映画祭、10月6日にはロンドン映画祭で上映された。
2016年10月21日には、ニューヨークとロサンゼルスの映画館で限定公開され、同年11月4日に全国公開された。全英公開は2017年2月17日。日本ではファントム・フィルムが配給を担当し、公開日は2017年4月28日と予定されていたが、賞レースの結果を受けて約1か月早い3月31日へ前倒しされた（映倫指定はR15+）。

### 批評家の反応
『ムーンライト』は、マハーシャラ・アリの名演と合わせ、満場一致に近いほどの高評価を得ている。Rotten Tomatoesでは2017年2月27日現在、269件のレビューに基づき、98%支持の「新鮮な」映画に分類され、平均評価も10点満点中9点と高い評価を得ている。Metacriticでは、51件のレビューに基づき100点満点中99点が付けられ、「世界的な大絶賛」（英: "universal acclaim"）と紹介されているほか、2016年の映画中最高得点を獲得した。
『ハリウッド・レポーター』のデイヴィッド・ルーニーは、テルライド映画祭のプレミア後、映画を好評価する記事を出した。彼は俳優の演技やジェームズ・ラクストンの映像を、「流動的でうっとりさせ、驚くほど円熟しており、憐れみを心に焼き付けるようなショット」（英: "fluid and seductive, deceptively mellow, and shot with searing compassion."）と絶賛した。ルーニーは、「[『ムーンライト』は]アイデンティティを模索したり、孤独な世界で繋がりを求めたことのある全員に対して、重苦しく響くような和音を打ち鳴らすだろう」と記事を締めくくっている。『タイム・アウト・ニューヨーク』では全体的に好評価が並び、ジョシュア・ロスコフは5つ星満点を付けた上で、バリー・ジェンキンスの監督を讃え、「疑いも無い事実として映画を観に行く理由がある—できれば他人とだが、理解し、寄り添い、心を痛めるためだ」として作品を絶賛した。
Collider.com (en) のブライアン・フォーモは A-の評価を付け、演技と監督を賞賛したが、「見事だというより、むしろ個人的な作品」だと述べた。同様に、『スラント・マガジン』のジェイク・コールも、演技は賞賛したものの、脚本に関しては批判を加え、「映画の大半は使い古された[題材]だ」と述べた。ターシャ・ロビンソンは『ザ・ヴァージ』に掲載した映画評で、脚本の筋から一部が抽出され、映画用に3章仕立てになってしまったことは嘆きつつも、作品はいつまでも記憶に残るものだったと語っている。
トロント国際映画祭での上映後、『ロサンゼルス・タイムズ』のジャスティン・チャンは、「非常にロマンチックで、他に類を見ないほど聡明」（英: "achingly romantic and uncommonly wise"）と作品を評し、オスカーの有力候補ではないかと述べた。チャンはさらに、「[バリー・ジェンキンスは]観る者に、過去のシャロンの外見とうわべのアイデンティティを表すものを見るよう迫り、それらを静かにはがして中に進むように、よくあるステレオタイプの中へと入っていく。[中略] 多くは語らない。全てを語る」と述べた
. Chang further wrote: "[Barry Jenkins] made a film that urges the viewer to look past Chiron’s outward appearance and his superficial signifiers of identity, climbing inside familiar stereotypes in order to quietly dismantle them from within... [Moonlight] doesn't say much. It says everything."
作品が絶賛されている一方で、『スペクテイター』のメラニー・マクドナフは、「退屈」で「全く要領を得ない」と酷評したほか、俳優のサミュエル・L・ジャクソンは、『マンチェスター・バイ・ザ・シー』や『素晴らしきかな、人生』と共に、「オスカーの釣り餌のような作品」（英: "'Oscar bait' movie"）として退けている。

### 受賞とノミネート
第74回ゴールデングローブ賞で、『ムーンライト』は6部門のノミネートを受け、『ラ・ラ・ランド』（7部門）に次いで2番目となった。作品は映画部門 作品賞 (ドラマ部門)を獲得したほか、監督賞（ジェンキンス）、映画部門 助演男優賞（アリ）、映画部門 助演女優賞（ハリス）、脚本賞（ジェンキンス）、作曲賞（ブリテル）の5部門にノミネートされた。
第70回英国アカデミー賞では、作品賞・助演男優賞（アリ）・助演女優賞（ハリス）・オリジナル脚本賞の4部門にノミネートされた。
第89回アカデミー賞では、作品賞、監督賞（ジェンキンス）、助演男優賞（アリ）、助演女優賞（ハリス）、脚色賞など8部門でノミネートを受けた。また、ナット・サンダースとジョイ・マクミロンが編集賞にノミネートされ、マクミロンはこの部門で初めてノミネートされた黒人女性となった。最終的に作品賞・助演男優賞・脚色賞の3部門を獲得したが、作品賞の発表時に誤って『ラ・ラ・ランド』受賞がコールされるというハプニングがあった。作品に出演したジャネール・モネイは、キャスト全員が黒人の映画として初の作品賞、ムスリムとして初の助演男優賞（アリ）、LGBTを扱った映画として初の作品賞であることに対し、喜びのメッセージを発表している。
映画の脚本は、戯曲として書かれたものの未上演・未発表であったことから、賞によってオリジナル・翻案など異なる部門へノミネートを受けた。全米脚本家組合賞や英国アカデミー賞ではオリジナル脚本賞に分類されたものの、アカデミー賞では翻案と見なされて脚色賞へのノミネート・受賞となった。